# Dinocephalosaurus
Dinocephalosaurus (il cui nome significa "lucertola dalla testa terribile") è un genere estinto di protorosauro acquatico dal collo lungo vissuto nel Triassico medio, circa 245-244 milioni di anni fa (Anisico), in Cina. Il genere contiene una singola specie, ossia D. orientalis, nominata da Li, nel 2003. A differenza di altri protorosauri a collo lungo (che formano un gruppo noto come tanystropheidi), Dinocephalosaurus ha sviluppato in modo convergente un lungo collo non attraverso l'allungamento di ogni singola vertebra cervicale, ma attraverso l'aggiunta di altre vertebre cervicali che hanno ciascuna una lunghezza moderata. Come altri tanystropheidi, Dinocephalosaurus, probabilmente, usava il suo lungo collo per cacciare le sue prede, utilizzando una combinazione di aspirazione, creata dall'espansione della gola, e i denti simili a zanne delle fauci per catturare la preda. Probabilmente era un animale marino obbligato, come suggerito dagli arti scarsamente ossificati e simili a pagaie che gli avrebbero impedito di scendere a terra.
Gli esemplari appartenenti al genere sono stati scoperti in una località vicino a Xinmin a Guizhou, in Cina nel 2002. Nella stessa località, che risale a 244 milioni di anni fa, sono stati ritrovati anche altri rettili marini come Mixosaurus, Keichousaurus e Wumengosaurus. Mentre l'esemplare tipo consiste solo di un teschio e la parte anteriore del collo, ulteriori esemplari rivelarono presto la forma completa del corpo. Ulteriori scoperte di esemplari di Dinocephalosaurus sono state fatte a Luoping, nello Yunnan, in Cina, a partire dal 2008. In questa località, Dinocephalosaurus visse al fianco di Mixosaurus, Dianopachysaurus e Sinosaurosphargis. Un esemplare scoperto nella località di Luoping conserva un feto nell'addome, indicando che il Dinocephalosaurus dava alla luce piccoli vivi come molti altri rettili marini che non hanno necessità di tornare sulla terra a deporre le uova. Il Dinocephalosaurus è uno dei pochi membri conosciuti di Archosauromorpha per questo tipo di riproduzione, insieme con i Metriorhynchidi, un gruppo di coccodrillomorphi marini.

## Descrizione

Dimensioni di Dinocephalosaurus, a confronto con un uomo.

Il Dinocephalosaurus era un membro relativamente grande di Protorosauria, raggiungendo una lunghezza corporea massima di almeno 5 metri, rispetto a un massimo di 3 metri (9,8 piedi) per Tanystropheus. Gli esemplari conosciuti sono probabilmente adulti, dato che hanno ossa craniche fuse e mancano i denti multi-cuspidati ritrovati nei giovani Tanystropheus. Come Tanystropheus, il Dinocephalosaurus aveva un collo eccezionalmente lungo, lungo circa 1,7 metri, rispetto al suo torso (1 metro - 3 piedi e 3 pollici, esclusa la coda).

### Cranio
Il cranio del Dinocephalosaurus è basso e stretto, con una premascella lunga e una mascella simile a quelle di Tanystropheus. Sia la premascella sia la mascella si incontrano all'angolo anteroventrale (anteriore inferiore) e contribuiscono al bordo della narice, che si trova all'estremità anteriore (anteriore) di una lunga rientranza che si estende lungo il muso davanti all'orbita dell'occhio (la depressione antorbitale). I margini inferiori delle due ossa del muso sono allineati rispettivamente con cinque e dodici denti lunghi e appuntiti; il terzo dente premascellare e il quarto e il quinto dente mascellare sono simili a zanne. La mandibola possiede quindici denti conservati, tre dei quali sono simili a zanne. In confronto, i denti di un Tanystropheus adulto sono più simili a pioli appuntiti, mentre nei giovani i denti sono tricuspidati (con tre cuspidi).
A differenza della cavità oculare a forma ovale di Tanystropheus, la cavità oculare di Dinocephalosaurus sembra essere a forma più arrotondata, con un'estremità anteriore stretta. Sulla sommità del cranio, il parietale è largo e appiattito, senza alcuna traccia della cresta della linea mediana presente in Tanystropheus. L'osso jugale ha solo due processi, mancando il terzo processo di retroproiezione presente nella maggior parte degli altri rettili. Manca anche il processo retroarticolare della mascella posteriore (un altro punto di distinzione da Tanystropheus), così come i denti aggiuntivi e una cavità tra le ossa pterigoideali palatali.

### Collo e tronco

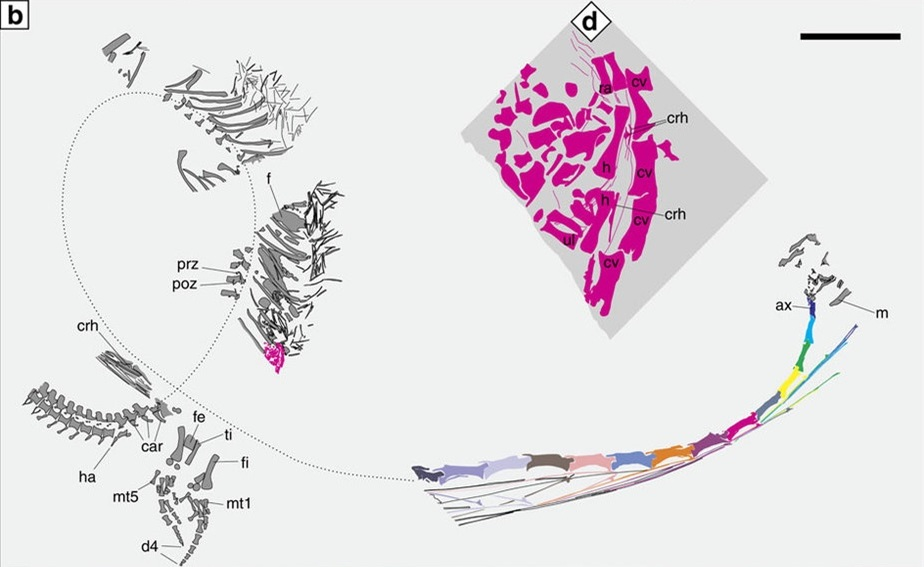
Disegno interpretativo dell'esemplare LPV 30280 (b) con il suo feto (d); notare il lungo collo dell'animale.

Tanystropheus e Dinocephalosaurus hanno sviluppato colli abnormemente lunghi in modi completamente diversi: il collo di Tanystropheus è composto da 13 vertebre cervicali allungate, mentre il collo del Dinocephalosaurus è composto da almeno 27 vertebre cervicali che non sono così allungate. Tra le 27 vertebre di Dinocephalosaurus, la più lunga è la diciannovesima, che misura circa 91 millimetri (3,6 in) di lunghezza. In confronto, le vertebre più lunghe di un esemplare cinese di Tanystropheus sono la nona e la decima, che misurano 248 millimetri (9,8 pollici) di lunghezza. Inoltre, le vertebre cervicali di Dinocephalosaurus non sono vuote, a differenza di quelli di Tanystropheus.
Ulteriori caratteristiche delle vertebre cervicali che distinguono Dinocephalosaurus da altri protorosauri includono le spine neurali basse e simili a chiglie, e le superfici articolari anteriori e posteriori (posteriori) delle vertebre sono entrambe concave (anficoele). Nelle prime dieci vertebre, il margine inferiore è anch'esso concavo. Le lunghe e sottili costole cervicali recano proiezioni frontali libere dai corpi vertebrali, che sono anch'esse uniche di Dinocephalosaurus. Queste costole sono allineate lungo il collo e collegano più articolazioni vertebrali consecutive, da due o tre articolazioni consecutive nella parte anteriore del collo a cinque o sei nella parte posteriore. Sembra che non vi siano processi distinti sulle vertebre per l'articolazione con le costole.
Il tronco di Dinocephalosaurus possiede almeno 26 vertebre. In Dinocephalosaurus, non sembrano esserci vertebre lombari o vertebre del tronco prive di costole. Anche le costole del sacro e della coda non sembrano essere fuse alle corrispondenti vertebre. Ciascuna delle gastralia di Dinocephalosaurus è composta da tre elementi anziché quattro come in Tanystropheus; differiscono in quanto il Dinocephalosaurus possiede un singolo elemento sulla linea mediana, mentre Tanystropheus possiede due elementi che si combinano per formare la barra della linea mediana.

### Arti
Il Dinocephalosaurus possedeva arti relativamente grandi che terminavano in piedi simili a pagaie. Gli arti anteriori e gli arti posteriori hanno all'incirca la stessa lunghezza, a differenza di Tanystropheus, dove gli arti anteriori sono molto più piccoli. Mentre la maggior parte dei protorosauri, come Tanystropheus, Macrocnemus e Langobardisaurus, aveva arti relativamente ossificati adatti alla vita terrestre, gli arti robusti del Dinocephalosaurus sono scarsamente ossificati e somigliano di più a quelli dei nothosauri. Al di fuori dalle ossa carpali, solo sei sono ossificate; allo stesso modo, solo tre delle ossa tarsali sono ossificate. Inoltre, anche l'astragalo e il calcagno non si articolano l'uno con l'altro nella caviglia, ma formano ossificazioni semplici e arrotondate.
Questi tratti sono probabilmente neotenici, che caratterizza allo stesso modo tratti che si trovano in molti altri tetrapodi acquatici. Sebbene Tanystropheus sia probabilmente anch'esso neotenico, non si avvicina all'estremità raggiunta da Dinocephalosaurus. Diversi altri tratti peculiari sono presenti nei piedi di Dinocephalosaurus. A differenza di Tanystropheus e di molti altri protorosauri, il quinto metatarso di Dinocephalosaurus è semplice e dritto anziché uncinato. Tanystropheus ha solo un quinto metatarso che è leggermente ispessito all'estremità superiore, e possiede inoltre una lunga falange sul quinto dito che agisce non diversamente da un altro metatarso. Sul terzo dito del piede, ci sono quattro falangi ma nessuno di loro sembra essere l'artiglio terminale, il che suggerisce che il Dinocephalosaurus aveva un conteggio superiore alla media di almeno cinque falangi nel terzo dito.

## Classificazione

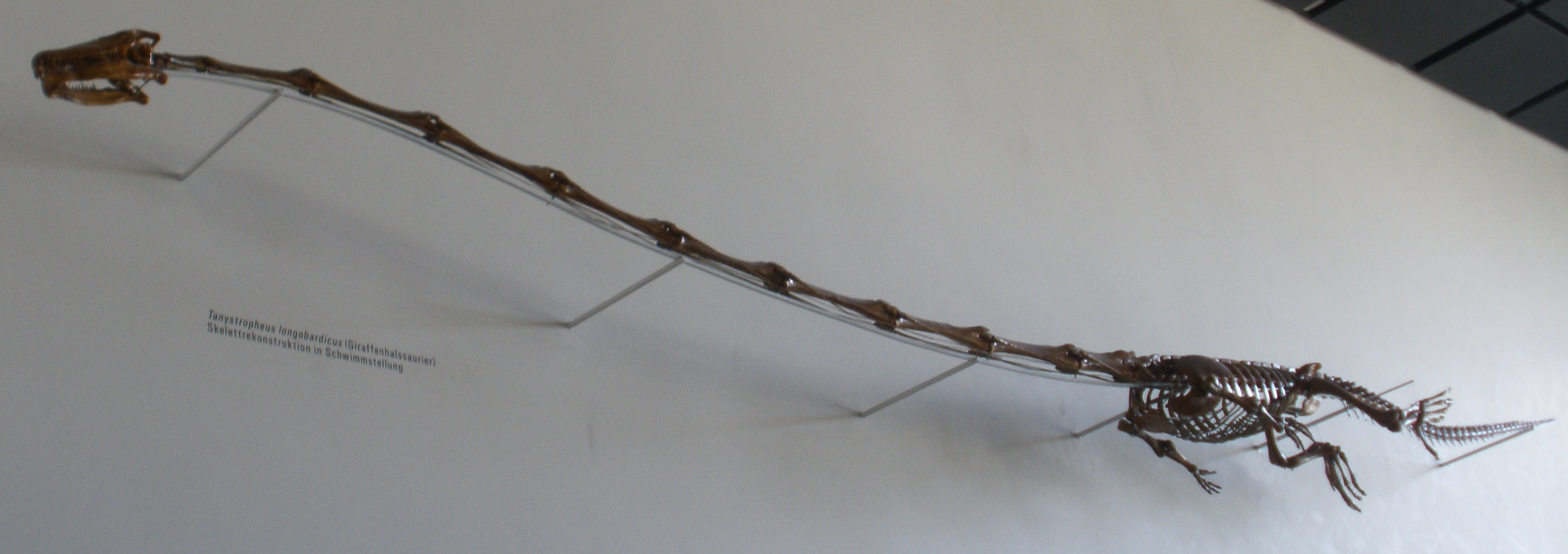
Scheletro di Tanystropheus longobardicus, che insieme con Dinocephalosaurus hanno evoluto convergentemente un collo molto lungo, sebbene con metodi completamente diversi tra di loro.

Il Dinocephalosaurus è considerato un membro di Protorosauria, un gruppo di rettili dalle più disparate caratteristiche che vissero sulla terra dal Permiano fino al Triassico. Questa classificazione si basa su varie caratteristiche tra cui il cranio basso e stretto con una regione postorbitale corta e stretta; il lungo osso nasale relativo al frontale; la ridotta proiezione all'indietro dell'osso jugale; la presenza di più di sette vertebre cervicali, con centri più lunghi di quelli delle vertebre dorsali; le basse spine neuronali delle vertebre cervicali; le lunghe costole cervicali; la mancanza di intercentra che si articola con il centro dorsale; e l'assenza di un forame entepicondylare sull'omero. Queste caratteristiche sono condivise con Tanystropheus, Macrocnemus e altri protorosauri.
I protosauri furono inizialmente considerati gli antenati delle lucertole,, ma successive analisi filogenetiche hanno successivamente svelato che sono in realtà archosauromorphi non-archosauri. Come originariamente definita, Protorosauria si riferiva al gruppo contenente Protorosaurus e Prolacerta, ed era sinonimo dei "Prolacertiformi". Nel 1997, Nour-Eddine Jalil condusse un'analisi sui "Prolacertiformes"; questa analisi ha ampliato la sua definizione includendo 14 generi, tra cui i Tanystropheidae. Ricerche successive trovarono Prolacerta maggiormente imparentata con gli Archosauriformi che a Protorosaurus, rendendo i "Prolacertiformes" non-monofiletici. Se i protorosauri rimanenti - inclusi Protorosaurus, tanystropheidi e drepanosauri in alcuni studi - formano un gruppo monofiletico non è chiaro. Filogenesi diverse hanno supportato sia la protorosauria monofiletica sia quella non-monofiletica, con quest'ultima disposizione che vede Protorosaurus come più basale dei Tanystropheidae.
Nella descrizione originale di Dinocephalosaurus, Li vide la regione postorbitale e il centro cervicale allungato come indicativo di una stretta relazione con Tanystropheus, che lo portò ad assegnarlo a Tanystropheidae. Tuttavia, Rieppel e colleghi hanno successivamente notato caratteristiche che distinguevano Dinocephalosaurus dai protorosauri derivati come Tanystropheus, Macrocnemus, Langobardisaurus e Tanytrachelos; questi includono la mancanza di rastremata in corrispondenza dell'estremità anteriore del nasale e una mancata riduzione dell'ileo al cotile. Ciò indusse Rieppel e i suoi colleghi a considerare il Dinocephalosaurus come un protorosauro indeterminato, con il suo allungamento del collo convergente con quello di Tanystropheus. Il loro albero filogenetico, basato su un set di dati derivato dalle analisi separate di Jalil (1997), David Dilkes (1998), e Michael Benton & Jackie Allen (1997), è riprodotto qui sotto, a sinistra.
Topologia A: Rieppel et al. (2008)
|  | Drepanosaurus   |
|  |                 |
|  | Megalancosaurus |
|  |                 |

|  | Langobardisaurus                                                |
|  |                                                                 |
|  | \| \| Tanystropheus \| \| \| \| \| \| Tanytrachelos \| \| \| \| |
|  |                                                                 |
|  | Tanystropheus                                                   |
|  |                                                                 |
|  | Tanytrachelos                                                   |
|  |                                                                 |

|  | Tanystropheus |
|  |               |
|  | Tanytrachelos |
|  |               |

|  | Langobardisaurus                                                |
|  |                                                                 |
|  | \| \| Tanystropheus \| \| \| \| \| \| Tanytrachelos \| \| \| \| |
|  |                                                                 |
|  | Tanystropheus                                                   |
|  |                                                                 |
|  | Tanytrachelos                                                   |
|  |                                                                 |

|  | Tanystropheus |
|  |               |
|  | Tanytrachelos |
|  |               |

|  | Drepanosaurus   |
|  |                 |
|  | Megalancosaurus |
|  |                 |

|  | Langobardisaurus                                                |
|  |                                                                 |
|  | \| \| Tanystropheus \| \| \| \| \| \| Tanytrachelos \| \| \| \| |
|  |                                                                 |
|  | Tanystropheus                                                   |
|  |                                                                 |
|  | Tanytrachelos                                                   |
|  |                                                                 |

|  | Tanystropheus |
|  |               |
|  | Tanytrachelos |
|  |               |

|  | Langobardisaurus                                                |
|  |                                                                 |
|  | \| \| Tanystropheus \| \| \| \| \| \| Tanytrachelos \| \| \| \| |
|  |                                                                 |
|  | Tanystropheus                                                   |
|  |                                                                 |
|  | Tanytrachelos                                                   |
|  |                                                                 |

|  | Tanystropheus |
|  |               |
|  | Tanytrachelos |
|  |               |

Topologia B: Liu et al. (2017)
|  | Megalancosaurus                                               |
|  |                                                               |
|  | \| \| Drepanosaurus \| \| \| \| \| \| Vallesaurus \| \| \| \| |
|  |                                                               |
|  | Drepanosaurus                                                 |
|  |                                                               |
|  | Vallesaurus                                                   |
|  |                                                               |

|  | Drepanosaurus |
|  |               |
|  | Vallesaurus   |
|  |               |

|  | Langobardisaurus                                                |
|  |                                                                 |
|  | \| \| Tanystropheus \| \| \| \| \| \| Tanytrachelos \| \| \| \| |
|  |                                                                 |
|  | Tanystropheus                                                   |
|  |                                                                 |
|  | Tanytrachelos                                                   |
|  |                                                                 |

|  | Tanystropheus |
|  |               |
|  | Tanytrachelos |
|  |               |

|  | Langobardisaurus                                                |
|  |                                                                 |
|  | \| \| Tanystropheus \| \| \| \| \| \| Tanytrachelos \| \| \| \| |
|  |                                                                 |
|  | Tanystropheus                                                   |
|  |                                                                 |
|  | Tanytrachelos                                                   |
|  |                                                                 |

|  | Tanystropheus |
|  |               |
|  | Tanytrachelos |
|  |               |

|  | Langobardisaurus                                                |
|  |                                                                 |
|  | \| \| Tanystropheus \| \| \| \| \| \| Tanytrachelos \| \| \| \| |
|  |                                                                 |
|  | Tanystropheus                                                   |
|  |                                                                 |
|  | Tanytrachelos                                                   |
|  |                                                                 |

|  | Tanystropheus |
|  |               |
|  | Tanytrachelos |
|  |               |

|  | Langobardisaurus                                                |
|  |                                                                 |
|  | \| \| Tanystropheus \| \| \| \| \| \| Tanytrachelos \| \| \| \| |
|  |                                                                 |
|  | Tanystropheus                                                   |
|  |                                                                 |
|  | Tanytrachelos                                                   |
|  |                                                                 |

|  | Tanystropheus |
|  |               |
|  | Tanytrachelos |
|  |               |

|  | Langobardisaurus                                                |
|  |                                                                 |
|  | \| \| Tanystropheus \| \| \| \| \| \| Tanytrachelos \| \| \| \| |
|  |                                                                 |
|  | Tanystropheus                                                   |
|  |                                                                 |
|  | Tanytrachelos                                                   |
|  |                                                                 |

|  | Tanystropheus |
|  |               |
|  | Tanytrachelos |
|  |               |

|  | Langobardisaurus                                                |
|  |                                                                 |
|  | \| \| Tanystropheus \| \| \| \| \| \| Tanytrachelos \| \| \| \| |
|  |                                                                 |
|  | Tanystropheus                                                   |
|  |                                                                 |
|  | Tanytrachelos                                                   |
|  |                                                                 |

|  | Tanystropheus |
|  |               |
|  | Tanytrachelos |
|  |               |

|  | Langobardisaurus                                                |
|  |                                                                 |
|  | \| \| Tanystropheus \| \| \| \| \| \| Tanytrachelos \| \| \| \| |
|  |                                                                 |
|  | Tanystropheus                                                   |
|  |                                                                 |
|  | Tanytrachelos                                                   |
|  |                                                                 |

|  | Tanystropheus |
|  |               |
|  | Tanytrachelos |
|  |               |

|  | Langobardisaurus                                                |
|  |                                                                 |
|  | \| \| Tanystropheus \| \| \| \| \| \| Tanytrachelos \| \| \| \| |
|  |                                                                 |
|  | Tanystropheus                                                   |
|  |                                                                 |
|  | Tanytrachelos                                                   |
|  |                                                                 |

|  | Tanystropheus |
|  |               |
|  | Tanytrachelos |
|  |               |

|  | Megalancosaurus                                               |
|  |                                                               |
|  | \| \| Drepanosaurus \| \| \| \| \| \| Vallesaurus \| \| \| \| |
|  |                                                               |
|  | Drepanosaurus                                                 |
|  |                                                               |
|  | Vallesaurus                                                   |
|  |                                                               |

|  | Drepanosaurus |
|  |               |
|  | Vallesaurus   |
|  |               |

|  | Langobardisaurus                                                |
|  |                                                                 |
|  | \| \| Tanystropheus \| \| \| \| \| \| Tanytrachelos \| \| \| \| |
|  |                                                                 |
|  | Tanystropheus                                                   |
|  |                                                                 |
|  | Tanytrachelos                                                   |
|  |                                                                 |

|  | Tanystropheus |
|  |               |
|  | Tanytrachelos |
|  |               |

|  | Langobardisaurus                                                |
|  |                                                                 |
|  | \| \| Tanystropheus \| \| \| \| \| \| Tanytrachelos \| \| \| \| |
|  |                                                                 |
|  | Tanystropheus                                                   |
|  |                                                                 |
|  | Tanytrachelos                                                   |
|  |                                                                 |

|  | Tanystropheus |
|  |               |
|  | Tanytrachelos |
|  |               |

|  | Langobardisaurus                                                |
|  |                                                                 |
|  | \| \| Tanystropheus \| \| \| \| \| \| Tanytrachelos \| \| \| \| |
|  |                                                                 |
|  | Tanystropheus                                                   |
|  |                                                                 |
|  | Tanytrachelos                                                   |
|  |                                                                 |

|  | Tanystropheus |
|  |               |
|  | Tanytrachelos |
|  |               |

|  | Langobardisaurus                                                |
|  |                                                                 |
|  | \| \| Tanystropheus \| \| \| \| \| \| Tanytrachelos \| \| \| \| |
|  |                                                                 |
|  | Tanystropheus                                                   |
|  |                                                                 |
|  | Tanytrachelos                                                   |
|  |                                                                 |

|  | Tanystropheus |
|  |               |
|  | Tanytrachelos |
|  |               |

|  | Langobardisaurus                                                |
|  |                                                                 |
|  | \| \| Tanystropheus \| \| \| \| \| \| Tanytrachelos \| \| \| \| |
|  |                                                                 |
|  | Tanystropheus                                                   |
|  |                                                                 |
|  | Tanytrachelos                                                   |
|  |                                                                 |

|  | Tanystropheus |
|  |               |
|  | Tanytrachelos |
|  |               |

|  | Langobardisaurus                                                |
|  |                                                                 |
|  | \| \| Tanystropheus \| \| \| \| \| \| Tanytrachelos \| \| \| \| |
|  |                                                                 |
|  | Tanystropheus                                                   |
|  |                                                                 |
|  | Tanytrachelos                                                   |
|  |                                                                 |

|  | Tanystropheus |
|  |               |
|  | Tanytrachelos |
|  |               |

|  | Langobardisaurus                                                |
|  |                                                                 |
|  | \| \| Tanystropheus \| \| \| \| \| \| Tanytrachelos \| \| \| \| |
|  |                                                                 |
|  | Tanystropheus                                                   |
|  |                                                                 |
|  | Tanytrachelos                                                   |
|  |                                                                 |

|  | Tanystropheus |
|  |               |
|  | Tanytrachelos |
|  |               |

|  | Langobardisaurus                                                |
|  |                                                                 |
|  | \| \| Tanystropheus \| \| \| \| \| \| Tanytrachelos \| \| \| \| |
|  |                                                                 |
|  | Tanystropheus                                                   |
|  |                                                                 |
|  | Tanytrachelos                                                   |
|  |                                                                 |

|  | Tanystropheus |
|  |               |
|  | Tanytrachelos |
|  |               |

|  | Megalancosaurus                                               |
|  |                                                               |
|  | \| \| Drepanosaurus \| \| \| \| \| \| Vallesaurus \| \| \| \| |
|  |                                                               |
|  | Drepanosaurus                                                 |
|  |                                                               |
|  | Vallesaurus                                                   |
|  |                                                               |

|  | Drepanosaurus |
|  |               |
|  | Vallesaurus   |
|  |               |

|  | Langobardisaurus                                                |
|  |                                                                 |
|  | \| \| Tanystropheus \| \| \| \| \| \| Tanytrachelos \| \| \| \| |
|  |                                                                 |
|  | Tanystropheus                                                   |
|  |                                                                 |
|  | Tanytrachelos                                                   |
|  |                                                                 |

|  | Tanystropheus |
|  |               |
|  | Tanytrachelos |
|  |               |

|  | Langobardisaurus                                                |
|  |                                                                 |
|  | \| \| Tanystropheus \| \| \| \| \| \| Tanytrachelos \| \| \| \| |
|  |                                                                 |
|  | Tanystropheus                                                   |
|  |                                                                 |
|  | Tanytrachelos                                                   |
|  |                                                                 |

|  | Tanystropheus |
|  |               |
|  | Tanytrachelos |
|  |               |

|  | Langobardisaurus                                                |
|  |                                                                 |
|  | \| \| Tanystropheus \| \| \| \| \| \| Tanytrachelos \| \| \| \| |
|  |                                                                 |
|  | Tanystropheus                                                   |
|  |                                                                 |
|  | Tanytrachelos                                                   |
|  |                                                                 |

|  | Tanystropheus |
|  |               |
|  | Tanytrachelos |
|  |               |

|  | Langobardisaurus                                                |
|  |                                                                 |
|  | \| \| Tanystropheus \| \| \| \| \| \| Tanytrachelos \| \| \| \| |
|  |                                                                 |
|  | Tanystropheus                                                   |
|  |                                                                 |
|  | Tanytrachelos                                                   |
|  |                                                                 |

|  | Tanystropheus |
|  |               |
|  | Tanytrachelos |
|  |               |

|  | Langobardisaurus                                                |
|  |                                                                 |
|  | \| \| Tanystropheus \| \| \| \| \| \| Tanytrachelos \| \| \| \| |
|  |                                                                 |
|  | Tanystropheus                                                   |
|  |                                                                 |
|  | Tanytrachelos                                                   |
|  |                                                                 |

|  | Tanystropheus |
|  |               |
|  | Tanytrachelos |
|  |               |

|  | Langobardisaurus                                                |
|  |                                                                 |
|  | \| \| Tanystropheus \| \| \| \| \| \| Tanytrachelos \| \| \| \| |
|  |                                                                 |
|  | Tanystropheus                                                   |
|  |                                                                 |
|  | Tanytrachelos                                                   |
|  |                                                                 |

|  | Tanystropheus |
|  |               |
|  | Tanytrachelos |
|  |               |

|  | Langobardisaurus                                                |
|  |                                                                 |
|  | \| \| Tanystropheus \| \| \| \| \| \| Tanytrachelos \| \| \| \| |
|  |                                                                 |
|  | Tanystropheus                                                   |
|  |                                                                 |
|  | Tanytrachelos                                                   |
|  |                                                                 |

|  | Tanystropheus |
|  |               |
|  | Tanytrachelos |
|  |               |

|  | Langobardisaurus                                                |
|  |                                                                 |
|  | \| \| Tanystropheus \| \| \| \| \| \| Tanytrachelos \| \| \| \| |
|  |                                                                 |
|  | Tanystropheus                                                   |
|  |                                                                 |
|  | Tanytrachelos                                                   |
|  |                                                                 |

|  | Tanystropheus |
|  |               |
|  | Tanytrachelos |
|  |               |

|  | Megalancosaurus                                               |
|  |                                                               |
|  | \| \| Drepanosaurus \| \| \| \| \| \| Vallesaurus \| \| \| \| |
|  |                                                               |
|  | Drepanosaurus                                                 |
|  |                                                               |
|  | Vallesaurus                                                   |
|  |                                                               |

|  | Drepanosaurus |
|  |               |
|  | Vallesaurus   |
|  |               |

|  | Langobardisaurus                                                |
|  |                                                                 |
|  | \| \| Tanystropheus \| \| \| \| \| \| Tanytrachelos \| \| \| \| |
|  |                                                                 |
|  | Tanystropheus                                                   |
|  |                                                                 |
|  | Tanytrachelos                                                   |
|  |                                                                 |

|  | Tanystropheus |
|  |               |
|  | Tanytrachelos |
|  |               |

|  | Langobardisaurus                                                |
|  |                                                                 |
|  | \| \| Tanystropheus \| \| \| \| \| \| Tanytrachelos \| \| \| \| |
|  |                                                                 |
|  | Tanystropheus                                                   |
|  |                                                                 |
|  | Tanytrachelos                                                   |
|  |                                                                 |

|  | Tanystropheus |
|  |               |
|  | Tanytrachelos |
|  |               |

|  | Langobardisaurus                                                |
|  |                                                                 |
|  | \| \| Tanystropheus \| \| \| \| \| \| Tanytrachelos \| \| \| \| |
|  |                                                                 |
|  | Tanystropheus                                                   |
|  |                                                                 |
|  | Tanytrachelos                                                   |
|  |                                                                 |

|  | Tanystropheus |
|  |               |
|  | Tanytrachelos |
|  |               |

|  | Langobardisaurus                                                |
|  |                                                                 |
|  | \| \| Tanystropheus \| \| \| \| \| \| Tanytrachelos \| \| \| \| |
|  |                                                                 |
|  | Tanystropheus                                                   |
|  |                                                                 |
|  | Tanytrachelos                                                   |
|  |                                                                 |

|  | Tanystropheus |
|  |               |
|  | Tanytrachelos |
|  |               |

|  | Langobardisaurus                                                |
|  |                                                                 |
|  | \| \| Tanystropheus \| \| \| \| \| \| Tanytrachelos \| \| \| \| |
|  |                                                                 |
|  | Tanystropheus                                                   |
|  |                                                                 |
|  | Tanytrachelos                                                   |
|  |                                                                 |

|  | Tanystropheus |
|  |               |
|  | Tanytrachelos |
|  |               |

|  | Langobardisaurus                                                |
|  |                                                                 |
|  | \| \| Tanystropheus \| \| \| \| \| \| Tanytrachelos \| \| \| \| |
|  |                                                                 |
|  | Tanystropheus                                                   |
|  |                                                                 |
|  | Tanytrachelos                                                   |
|  |                                                                 |

|  | Tanystropheus |
|  |               |
|  | Tanytrachelos |
|  |               |

|  | Langobardisaurus                                                |
|  |                                                                 |
|  | \| \| Tanystropheus \| \| \| \| \| \| Tanytrachelos \| \| \| \| |
|  |                                                                 |
|  | Tanystropheus                                                   |
|  |                                                                 |
|  | Tanytrachelos                                                   |
|  |                                                                 |

|  | Tanystropheus |
|  |               |
|  | Tanytrachelos |
|  |               |

|  | Langobardisaurus                                                |
|  |                                                                 |
|  | \| \| Tanystropheus \| \| \| \| \| \| Tanytrachelos \| \| \| \| |
|  |                                                                 |
|  | Tanystropheus                                                   |
|  |                                                                 |
|  | Tanytrachelos                                                   |
|  |                                                                 |

|  | Tanystropheus |
|  |               |
|  | Tanytrachelos |
|  |               |

Liu e colleghi condussero un'analisi filogenetica separata nel 2017. Criticarono l'analisi di Rieppel e colleghi che avevano inutilmente ripetuto diversi caratteri nei loro dati, in modo da impregnare i caratteri ripetuti con un peso eccessivo nell'analisi. Nella loro analisi, Liu e colleghi hanno usato gli stessi set di dati originali, ma hanno cancellato caratteri ripetuti, aggiunto due nuovi caratteri da un'analisi di Sean Modesto e Hans-Dieter Sues (2004), e rimosso taxa mal conservati o potenzialmente chimerici come Cosesaurus, Kadimakara, Trachelosaurus e Malerisaurus. Analisi basate sulla base parsimonia e sulla base Bayesian, dimostrarono che il Dinocephalosaurus era un membro di Tanystropheidae, essendo il gruppo gemello di un clade contenente Tanystropheus, Macrocnemus, Langobardisaurus e Tanytrachelos. Le analisi hanno anche recuperato una protorosauria monofiletica, seppur con l'esclusione di Prolacerta. L'albero dell'analisi basata sulla parsimonia è riprodotto sopra, a destra.

## Scoperta e denominazione

### Panxian

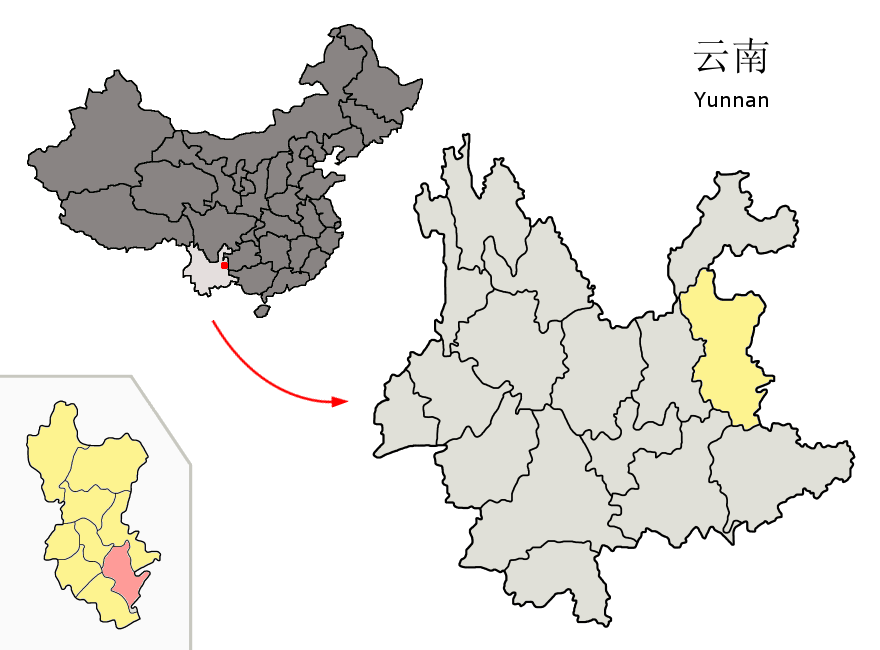
La località di Luoping nello Yunnan, Cina; Panxian è una località nei pressi di Guizhou.

L'esemplare tipo di Dinocephalosaurus venne scoperto nel 2002, durante un lavoro sul campo condotto nel villaggio di Yangjuan, distretto di Xinmin, contea di Panxian, Guizhou, Cina. L'esemplare consiste in un cranio quasi completo privo del lato sinistro della mascella e di diverse vertebre cervicali associate. Una volta estratto l'esemplare venne conversato presso l'Istituto di paleontologia vertebrata e paleoantropologia (IVPP) a Pechino, Cina, con il numero di catalogo IVPP V13767. Il documento che descrive l'esemplare venne scritto dal paleontologo IVPP Chun Li e pubblicato da Acta Geologica Sinica, nel dicembre 2003.
Un secondo esemplare scoperto nella stessa località è rappresentato da uno scheletro parzialmente articolato a cui manca solo la coda. Allo stesso modo memorizzati nell'IVPP, il campione ha il numero di catalogo IVPP V13898. L'esemplare fu descritto in una breve corrispondenza scritta da Li, Olivier Rieppel e Michael LaBarbera, pubblicata su Science, nel settembre 2004; una descrizione più dettagliata è stata successivamente pubblicata da Rieppel, Li, Nicholas Fraser in un articolo del giornale Journal of Vertebrate Paleontology, del 2008.
La frazione di Panxian, dove sono stati rinvenuti questi esemplari, fa parte del Membro II risalente all'Anisico (Triassico medio), parte della Formazione Guanling, [9], inizialmente datata a 230 milioni di anni fa,, ma oggi datata a 244 ± 1,3 milioni di anni, basandosi sulla datazione all'uranio-piombo. I depositi predominanti di questa località sono composti da calcari marnosi grigi o grigio scuro, oltre a pietra calcarea contenente dolomite e bande di bentonite. Il Dinocephalosaurus venne ritrovato nello strato 90 dei depositi di Panxian, uno strato di calcare sottile tradizionalmente assegnato all'Upper Reptile Horizon (strati 87-90). Più in basso vi sono gli strati del Middle Reptile (strati 81-85) e del Lower Reptile (77-79).

### Luoping

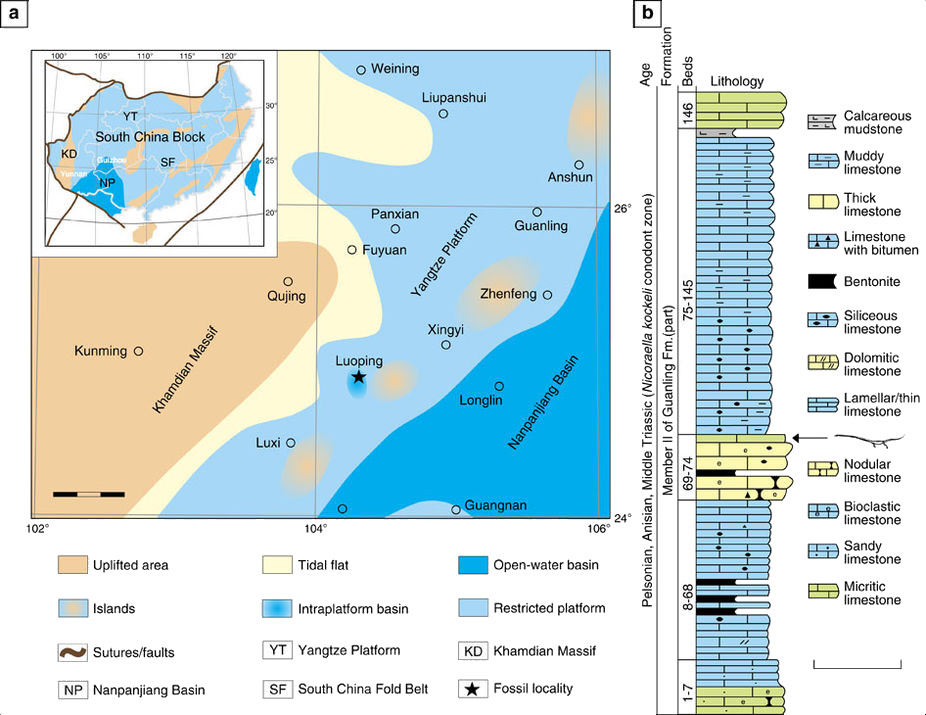
La località di Panxian e Luoping durante l'Anisico (a), con la posizione stratigrafica dell'esemplare di Dinocephalosaurus (b).

Successivamente, sono stati scoperti ulteriori esemplari di Dinocephalosaurus dalla località di Luoping, località un po' più antica, datata a 245-244 milioni di anni, basandosi sulla biostratigrafia dei conodonti e sulla datazione radiometrica preliminare. Gli esemplari provengono dal letto 74 della località di Luoping, in depositi situati vicino al villaggio di Dawazi, Contea di Luoping, nello Yunnan, Cina. Il letto 74 fa parte di una sezione composta da sottili strati di calcare micritico grigio scuro uniti a strati più spessi di calcare siliceo e calcare siltoso, che si estende verso il basso fino al letto 67.
Da questo sito è stato estratto un particolare esemplare noto per contenere un embrione nella sua regione addominale insieme con un pesce perleidide, di cui sono conservate vertebre cervicali, arti anteriori e molti altri elementi scheletrici. L'esemplare è stato scoperto nel 2008; al momento della sua scoperta, gli agenti atmosferici avevano già diviso il campione in tre blocchi, e gli spazi vuoti creati erano stati riempiti dal suolo moderno. L'esemplare è stato poi trasferito al Centro di Chengdu del China Geological Survey, dove è stato preparato e conservato con il numero di catalogo LPV 30280. Successivamente, una descrizione del campione, scritta da Jun Liu, Chris Organ, Michael Benton, Matthew Brandley, e Jonathan Aitchison, è stato pubblicato nel febbraio 2017 da Nature Communications.

### Etimologia
Nella sua descrizione iniziale del 2003, Li ha combinato le radici di din- ("terribile"), cephalo- ("testa") e saur ("lucertola") per creare il nome del genere Dinocephalosaurus. Secondo Li, questo nome si riferirebbe all'"orribile cranio" dell'olotipo. Il nome specifico, orientalis, deriva dal latino orientalis ossia "orientale", in riferimento al fatto che D. orientalis rappresenta l'unico record fossile conosciuto al tempo dei Tanystropheidae in quella che sarebbe stata la parte orientale dell'Oceano Tetide.

## Paleobiologia

### Collo e alimentazione
Il lungo collo del Dinocephalosaurus probabilmente serviva a un ruolo funzionale. In particolare, la lunghezza del collo pone una lunga distanza tra la testa e il resto del corpo. Ciò avrebbe permesso all'animale di avvicinarsi alle potenziali prede senza che esse vedessero il voluminoso corpo, il che sarebbe stata una tecnica di caccia molto efficace soprattutto nelle acque torbide del suo habitat.
Il Dinocephalosaurus potrebbe aver usato il suo lungo collo per catturare le sue prede tramite suzione. Dopo aver flesso il collo da un lato (cosa che sarebbe stata facilitata dalla snellezza delle costole cervicali), l'atto di raddrizzare il collo avrebbe allargato le costole cervicali verso l'esterno grazie dell'azione dei muscoli del collo attaccati alle costole. Mentre la testa avanzava in avanti, il volume dell'esofago sarebbe aumentato, creando l'aspirazione. Una volta catturata la preda, i denti simili a zanne avrebbero mantenuto una salda presa sulla preda.. Come altri amnioti acquatici, il Dinocephalosaurus avrebbe inghiottito e digerito la preda intera, come dimostrato dalla conservazione di un pesce perleidide nella regione addominale dell'esemplare LPV 30280.
È molto improbabile che il Dinocephalosaurus usasse il lungo collo per respirare fuori dall'acqua estendendolo verticalmente. Se avesse tentato di farlo, la differenza di pressione tra la superficie e il busto sarebbe stata sufficientemente estrema da non gonfiare i polmoni. Quindi, per respirare, il Dinocephalosaurus si sarebbe dovuto avvicinare alla superficie dall'acqua con il collo in posizione quasi orizzontale. La posizione orizzontale del collo avrebbe anche facilitato la locomozione in superficie, a causa del suo lungo profilo che ne aumentava la "lunghezza dello scafo" e riduceva l'effetto della resistenza delle onde.

### Riproduzione
Il Dinocephalosaurus rappresenta un caso unico di adattamento completo o quasi alla vita acquatica tra i protorosauri. Dato il lungo collo e gli arti a pagaia, probabilmente questo animale non era in grado di muoversi agilmente sulla terraferma. Una conseguenza di questi adattamenti è che il Dinocephalosaurus sarebbe stato incapace di trascinarsi sulla terraferma per costruire un nido. Ciò avrebbe anche impedito all'animale di deporre dal guscio duro come molti rettili moderni; tali uova richiedono un costante scambio di gas con l'ambiente esterno, e questo processo è significativamente più lento nell'acqua che sulla terraferma. Pertanto, il Dinocephalosaurus non poteva essere oviparo. Allo stesso tempo, tuttavia, gli archosauri sono noti per la totale assenza di vivipari tra i suoi membri viventi.
L'individuo embrionale di Dinocephalosaurus conservato all'interno dell'esemplare LPV 30280 può essere identificato come tale per diverse ragioni. Innanzitutto, è racchiuso interamente all'interno della cavità corporea dell'adulto. Le sue costole cervicali - che sono lunghe, come quella dell'adulto - sono rivolte nella stessa direzione delle vertebre dorsali dell'adulto, il che è in contraddizione con il tipico metodo di alimentazione degli amnioti, in cui viene ingoiata prima la testa e poi il resto del corpo. L'esemplare fetale, inoltre, ha il collo ripiegato sui suoi arti anteriori, una postura comune negli embrioni dei vertebrati ma non negli esemplari adulti di Dinocephalosaurus, che generalmente si fossilizzano con il collo ripiegato verso l'alto. L'assenza di mani associate agli arti anteriori nell'embrione potrebbe essere un artefatto delle conservazione, ma potrebbe anche essere dovuto alla sequenza in cui le ossa degli arti dei tetrapodi si ossificano.
Sebbene la presenza di un embrione di per sé sarebbe equivoca rispetto a questo problema, le condizioni in cui si sono preservati gli embrioni forniscono una forte evidenza che Dinocephalosaurus era viviparo. Non vi è alcun guscio d'uovo calcificato conservato che circonda l'embrione, nonostante la presenza di elementi calcificati delicatamente conservati da altri animali fossero già stati rinvenuti a Luoping. Ciò è coerente con i gusci d'uovo che circondano gli embrioni dei rettili vivipari essendo membrane non calcificate. Inoltre, le proporzioni relative dell'omero e del perone nell'embrione, confrontato con l'individuo materno e l'esemplare IVPP V13898 di Panxian, indicano che l'embrione è circa il 12% delle dimensioni della madre. Combinato con le sue ossa ossificate, questo suggerisce che l'embrione era a uno stadio dello sviluppo avanzato, mentre i coccodrilli, gli uccelli, le tartarughe e i tuatara depongono le uova quando l'embrione è nelle sue primissime fasi dello sviluppo.
Complessivamente, le prove fornite dall'embrione suggeriscono che il Dinocephalosaurus fosse viviparo, il che lo rende il primo archosauromorpho viviparo, a parte forse i metriorhynchidi. Ciò è coerente con la separazione delle costole sacrali dal bacino, che indica una bacino mobile, agevolando così il parto. Mentre la diversa assenza di archosauri vivipari è stata storicamente attribuita ad attributi comuni ereditati dalla stirpe degli archosauri, la scoperta che Dinocephalosaurus fosse viviparo suggerisce che questo fenomeno sia dovuto alle specifiche restrizioni dello stile di vita acquatico dell'animale. Sebbene i sistemi di determinazione del sesso tra gli archosauromorphi viventi siano diversi, con coccodrilli e tartarughe che utilizzano la determinazione del sesso dipendente dalla temperatura, la modellazione filogenetica suggerisce che il Dinocefalosaurus conservava la condizione basale della determinazione del sesso genotipico dei primi diapsidi e che questo sistema facilitò la sua transizione verso uno stile di vita obbligatoriamente marittimo insieme con la viviparità.

## Paleoecologia
Fino alla fine del Triassico medio, gli alti livelli del mare permettevano alle acque poco profonde di coprire gran parte della Placca dello Yangtze, una placca tettonica che oggi è costituita dal Cratone Yangtze e dalla meno stabile Cina meridionale. Successivi movimenti della crosta terrestre, noti come orogenesi indonesiana, innalzarono le rocce precambriane per formare le quattro principali masse continentali del Blocco della Cina meridionale: Khamdian a ovest, Jiangnan nel centro, Yunkai a sud e Cathaysia a est. Le catene dell'isola si estendevano anche tra Yunkai e Cathaysia a est. Situato tra Khamdian e Jiangnan vi era un profondo bacino oceanico conosciuto come il bacino di Nanpanjiang. Lungo il bordo occidentale di questo bacino, i sedimenti fossili furono depositati per diventare quelli che ora sono i Lagerstätten (depositi sedimentari caratterizzati da conservazione esemplare) di Panxian, Luoping e altre località.

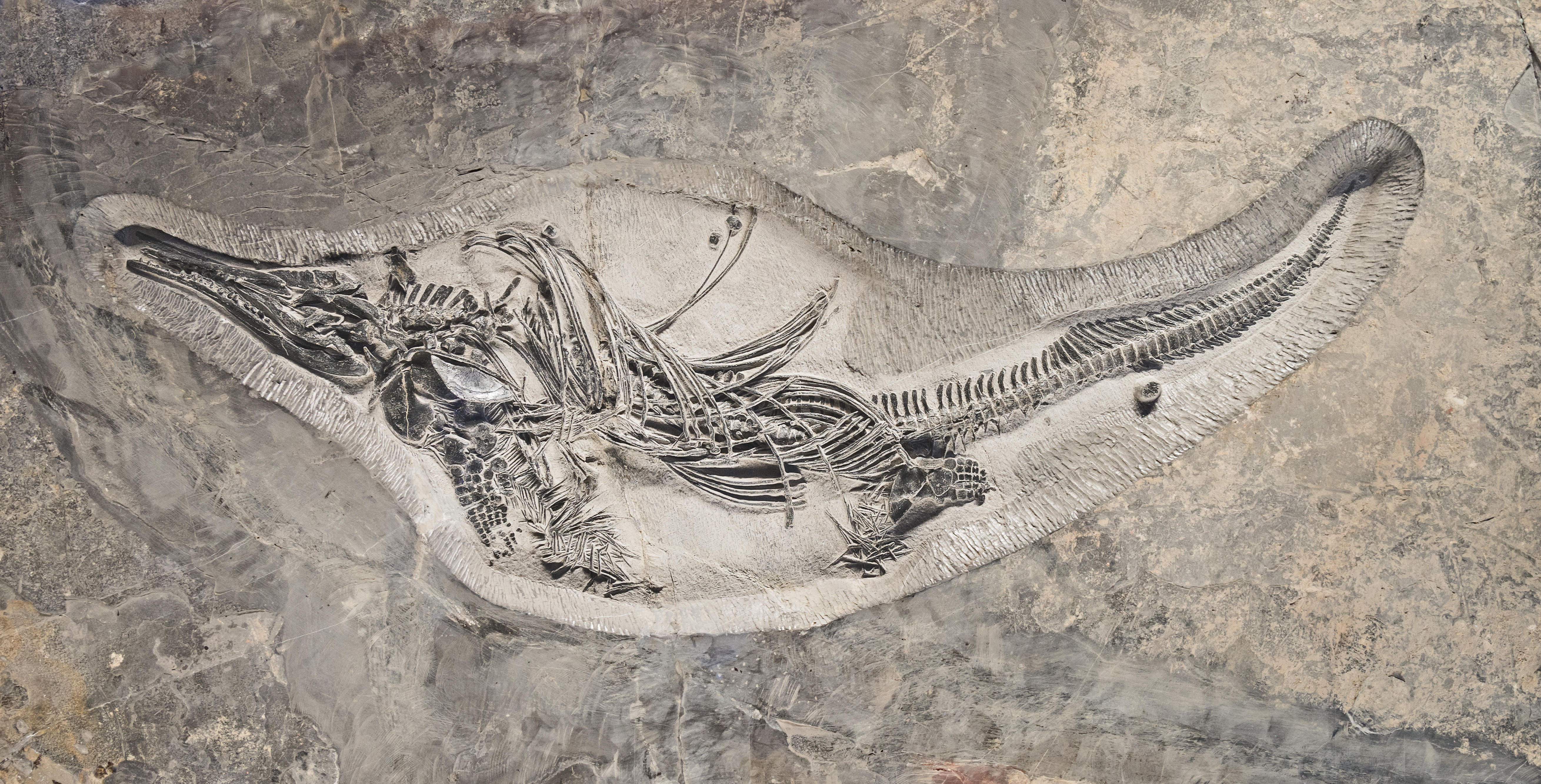
L'ichthyosauro mixosaurio Mixosaurus (o Barracudasauroides) panxianensis viene frequentemente ritrovato insieme con Dinocephalosaurus.

Nella zona di Panxian sembra esserci stata una transizione nella fauna endemica dei rettili marini, probabilmente causata dal vulcanismo. Questo vulcanismo è indicato dalla presenza di uno strato di bentonite presente tra il Middle Reptile Horizon e l'Upper Reptile Horizon Dagli strati più bassi dell'Upper Reptile Horizon, tra i vari fossili sono stati ritrovati diversi rettili marini, come l'ichthyosauro mixosauro Mixosaurus panxianensis (presente in tutti i livelli della zona), i pachypleurosauri Keichousaurus sp. e Wumengosaurus delicatomandibularis, e diversi tipi di pesci, sebbene i fossili di quest'ultimi siano frammentari. Il Lower Reptile Horizon includono, invece, il mixosauro Phalarodon cf. fraasi, il primitivo ichthyosauro Xinminosaurus catactes, il placodonte Placodus inexpectatus, i nothosauri Lariosaurus hongguoensis e Nothosaurus yangjuanensis, e l'archosauro Qianosuchus mixtus, accanto a bivalvi e a pesci saurichthyformi.
La fauna di Luoping sembra essere stata conservata in un piccolo bacino intraplatformico invece che nelle acque libere circostanti, a giudicare dai sedimenti anossici presenti nel sito. Su 19.759 esemplari, il 93,7% dei fossili trovati a Luoping sono artropodi: decapodi, isopodi, cyclidi simili a granchi, mysidacei simili a gamberetti, gamberi vongole e ostracodi, oltre a rari millepiedi e limuli. In confronto, solo lo 0,07% dei campioni proviene da rettili marini, che includono Dinocephalosaurus a fianco di Mixosauro cf. panxianensis, Dianopachysaurus dingi, Sinosaurosphargis yunguiensis e un archosauro non ancora descritto. Altrove, pesci, tra cui saurichthyidi, palaeoniscidi, birgeriidi, perleididi, eugnathidi, semionotidi, pholidopleuridi, peltopleuridi e coelacanti sono stati ritrovati a Luoping, formando il 3,66% di fossili con 25 taxa in 9 famiglie. Molluschi come bivalvi e gasteropodi, insieme con ammonoidi e belemnoidi, rappresentano l'1,69% dei campioni. I fossili rari e probabilmente non endemici includono anche echinodermi come crinoidi, stelle marine e ricci di mare; branchiopodi; e rami e foglie di conifere relativamente completi, che probabilmente provenivano da foreste costiere a meno di 10 km di distanza.